# KEIBA BEAT
『KEIBA BEAT』（けいばビート）は、関西テレビ、東海テレビ、テレビ西日本他、西日本地区のフジネットワーク14局で2010年（平成22年）1月10日から毎週日曜日の15:00 - 16:00 (JST) に放送している中央競馬中継番組である。上記3局が持ち回りで制作されているが、関西主場（京都競馬場・阪神競馬場）と同時に中京競馬場又は小倉競馬場で開催される場合には東海テレビやテレビ西日本にて出演者や番組内容を差し替えて放送する（企画ネット番組、制作局別のスケジュールも参照）。ステレオ放送。2011年12月25日までは『競馬beat』（読みは同じ）のタイトルで放送されていた。2012年から2013年までは『競馬BEAT』（読みは同じ）と大文字に変更され、タイトルロゴも一転してポップ調のものに変わった。

## 概要

### 第1期
関西テレビ・東海テレビ・テレビ西日本の3社では、1991年（平成3年）10月6日から『ドリーム競馬→DREAM競馬』を18年余りにわたって制作・放送してきたがフジテレビが2009年（平成21年）11月3日に『みんなのケイバ』から『みんなのKEIBA』に全面刷新を発表したことを受け、関西テレビも年末年始の番組情報の中で2010年（平成22年）から全面刷新を行った新番組を放送すると発表した。しかしそれ以前に報道や当事者による公式ブログでのメッセージで当番組の開始が明らかにされていた。
メインとなる関西テレビでは3年ぶりにMC（司会者）を金子昇・石山愛子の男女ペアに戻したが、長年関西テレビ競馬中継の顔となっていた杉本清と大坪元雄については70歳を超える高齢となったこともあって『DREAM競馬』終了とともに引退。その後は杉本が旧八大競走などのビッグレース時にゲスト出演する程度となった。
また、大坪は2010年、東海テレビ制作分のスタジオ担当解説者として出演。但し中京競馬場工事により3月28日の高松宮記念当日までの出演となった。

レギュラーの解説者としては2007年（平成19年）の『DREAM競馬』リニューアルの際に登場した競馬エイト関西版の記者3名が務める（前番組では鈴木由希子が毎週、門口博光と高橋賢司は1週おき交代の「ダブルキャスティング」であったが、この番組では原則3名全員が毎週の出演となった）。

また放送開始から1年たたずに定年を迎えることから去就が注目されていた馬場鉄志については当初発表に名前があったが、2010年（平成22年）の桜花賞が最後の競馬実況になった。
金子が競馬サークルの人脈交流の深を活かし騎手・調教師の生の声を取材・紹介するほか、毎回現役調教師を「スペシャルアドバイザー」として迎え入れて、より専門的なレース解説を提供する。ただ、2011年（平成23年）は「スペシャルアドバイザー」の出演は不定期となり、替わって石巻ゆうすけが実況と兼務する形でスタジオも担当することとなった。
東海テレビは、中京競馬場工事の関係による日程調整で番組開始後しばらくしてすぐに自社制作を始めたものの、3月28日の放送分をもって一時休止し、再開は2012年（平成24年）となった。そのため、中京競馬場工事入りまでは『DREAM競馬』終了時点の出演者が続投の上、事実上タイトルのみを変更した形で放送し、工事期間明けに改めて番組リニューアルを行う形になった。改修後初の夏開催となった2012年7月には、第1週に西島まどか（小倉編）、第2週に杉崎美香（阪神・京都編）と、それぞれの女性MCがゲストとして参戦した。

テレビ西日本制作分は、2010年（平成22年）の小倉競馬場の開催が中京競馬場の工事の関係で、西日本主場となる夏開催（7月18日放送分）からのスタートとなった。同局では歴代の競馬番組と同じく自社制作体制で放送し、こちらも関西テレビ制作分に倣って男女ペアによる司会となるが、『DREAM競馬』時には毎回迎えていたゲストが、隔週出演に変更された。
開始段階では、前番組で独自のサイトを立ち上げていたテレビ西日本には番組紹介のページはなかったが、夏開催の前にサイトは開設されている。また、2011年（平成23年）の春開催は中京競馬場の工事に加え、東日本大震災の発生に伴い小倉競馬の開催が急遽延長されたため、4月17日まで自社制作が継続された。なお従場開催時において、土曜日のテレビ中継を担当していたTVQ九州放送が2004年を以って、ラジオ中継を担当していた九州朝日放送が2018年を以って、それぞれ中継制作から撤退したため、2019年からは本番組が在福地上波メディア唯一の中央競馬の自社制作中継となっている。
関西テレビ制作分については『DREAM競馬』から引き続き、一部ネット局を含めてワンセグで番組連動データ放送を実施している。データ放送のコンテンツは『DREAM競馬』時代のコンテンツをほぼ継承（注目レースの出馬表・単勝オッズ・レース結果など）していて、杉本の勝ち馬予想コラム「清のささやき」も継続して掲載されている。
大阪国際女子マラソンの開催日ならびにACNチャンピオンシップゴルフトーナメント開催日と重複した場合の競馬中継は、助っ人として東海テレビのアナウンサーもしくはテレビ西日本のアナウンサーが関わることがある。なお、この助っ人の派遣は、前身の「DREAM競馬」後期より行われているが、テレビ西日本からの助っ人派遣開始は「競馬BEAT」になって以降である（「DREAM競馬」時代はテレビ西日本ではなく北海道文化放送より派遣していた。なお東海テレビからの助っ人派遣は前身番組より継続）。なお、同じFNSに属しているフジテレビや福島テレビおよびNST新潟総合テレビからの派遣は行っていない。
名古屋ウィメンズマラソン開催日（東海テレビでゴルフ中継が行われる日も同様）は、助っ人として関西テレビか、テレビ西日本のアナウンサーが関わることもある。
2010年（平成22年）7月11日の放送からNTSCはレターボックス16:9に移行。
番組内で、1着と2着の馬を予想するプレゼント企画を実施しており、的中者が1名のみの場合に限り、大型デジタルハイビジョン（52v型）テレビがプレゼントされる。
番組の終わりには予告編として次週の日曜に行われる重賞競走の出走予定馬を紹介している（GI開催日など、時間の都合で割愛する日あり）。
2011年12月25日の放送（有馬記念当日）で『競馬beat』（第1期）としての放送は終了となり、2012年1月8日より英語の題名（小文字→大文字）・タイトルロゴを一部変更した『競馬BEAT』（第2期。読みは同じ）に改題。

### 第2期
第2期は「ドリーム競馬」時代からのドキュメンタリーの要素・競馬に隠された馬と人の絆、またサラブレッドの血統ロマンとその夢にかける人たちを描きつつ、初心者にもわかりやすい中継を心がけることを大きなテーマとする。司会の杉崎美香は、大阪の放送局制作番組では初のレギュラー出演・主演となるほか、1月7日開始の「うまンchu」との連携を深め、一部の出演者共有を含め、上方お笑いタレントのコメンテーター起用も行う。なお放送開始当初から解説メンバーとして参加していた門口は競馬エイトの本紙予想家に専念するため、2011年末で降板（勇退）、スペシャルアドバイザー（現役調教師のゲスト解説）も事実上発展終了となり、その代わりとして元調教師の坂口正大が解説メンバーに加わった。
2012年3月11日は、FNN報道特別番組（東日本大震災関連）放送のため休止（ただし、メインレースの実況はBSフジで放送する「みんなのKEIBA」の裏送り放送で行ったが、通常関西テレビ・東海テレビそれぞれから放送される出馬表などの字幕フォーマットは当日に限りフジテレビより送出された「みんなのKEIBA」用のものを利用して行った）。
同11月25日放送分は、京都競馬場シグネットホールを会場に関西テレビ放送開局55周年特別番組として公開生放送（特別ゲスト　佐々木主浩〈野球評論家・馬主〉）が行われた。
2013年3月24日放送分は、2月に現役を引退した安藤勝己元騎手がゲストとして高松宮記念の予想などを披露した。以降、G1レースなどのビッグレースには安藤または岡部幸雄が出演している。但し、東海テレビ版に関しては中京のGIレースであっても両者の出演がない。
同11月24日放送は関西テレビ放送開局55周年記念特別番組への内包として放送されたが、通常競馬場で行うスタジオ進行パートは、この日に限り本社スタジオで行われ、この55周年特番の総合司会を務めた東野幸治が特別ゲストとして参加した。またこの日はジャパンカップの発走が15:55であったため、16:10までの10分拡大で行われた。
同年4月からは関西テレビ放送分で、地上デジタル放送でも番組連動データ放送がスタートした。放送日当日のメインレースの出走馬から1着馬（推しウマ）を予想して、その推しウマが1着あるいは2着になった場合、的中者から抽選で1万円分の図書カードが当たる予想クイズ「推しウマに挑戦!」がスタートした（ワンセグの番組連動データ放送は従来通り）なお地上デジタル放送の番組連動データ放送は、2015年12月27日の放送を以って終了している。
なお、通常主催者クレジットのアナウンスは「主催はJRA日本中央競馬会です（でした）」とするが、この番組では関西テレビに限り「この放送はJRA日本中央競馬会の主催でお送りします（しました）」と、他番組の提供クレジット読みに倣っている。
2014年1月から関西テレビ版は、麒麟の川島明（タレント）が新たに加入し、杉崎とのコンビ司会となった。同時に番組タイトルも『KEIBA BEAT』に変更された。但し、新聞のラテ欄やEPGの表記は引き続き『競馬BEAT』となっている。
2015年1月から関西テレビはオッズ・出馬表などCGテロップをリニューアル。東海テレビは3月の中京開催から、テレビ西日本は8月の小倉開催からCGテロップをそれぞれリニューアルした。
2017年1月15日の放送は、京都競馬場・中京競馬場の開催が雪で開催中止になったため、東海テレビでは放送予定だった自社制作の放送が急遽取りやめになり、関西テレビ版のネットに変更になった。
2018年2月11日の放送は、小倉競馬場での競馬が開催中であったが、当日はもともと開催がなかったため、テレビ西日本も自社制作ではなく、関西テレビ版のネットのものを放送していた。
2019年11月10日は、祝賀御列の儀が当初の日程からこの日に延期されたことを受け、本時間帯に報道特別番組を放送のため休止。エリザベス女王杯など当日のレースは「BSスーパー競馬」でのみ放送を行うが、レース映像は京都分のレースはJRA公式の映像で放送された。なお、前週の11月3日も「FNS27時間テレビ」放送のため休止となり、2週連続で本番組が放送されないこととなった。
2020年は新型コロナウイルスによる日本政府の緊急事態宣言発令を受けて、4月26日の京都競馬場開催分から、MCパートの生放送を大阪の関西テレビ本社スタジオで行い、杉崎は6月14日放送分まで欠席、川島明は別室でのリモート出演とし、番組の進行を競馬場に行っていない実況アナウンサーのローテーションでしのいだ。6月21日から杉崎・川島明のコンビがスタジオに復帰。7月26日・8月2日・8月9日は、当初から2020年東京オリンピックの開催に協力することや西日本の猛暑への避暑対策の一環として、中央競馬の開催が東日本の2会場（新潟・札幌）のみとなったが、MCパートは通常と同じく関西テレビ本社スタジオで生放送を行っていた。ただし7月26日放送分は川島明のみ諸事情により電話出演だった。
その後8月16日から9月6日の小倉編、並びに京都競馬場改修に伴う日程変更で9月13日から10月4日に放送された中京編も、基本的にMCパートをそれぞれの制作局（テレビ西日本本社、東海テレビ本社）のスタジオから生放送し、現地競馬場の放送席からはスポーツ紙・競馬専門紙トラックマンと実況アナウンサーなど最低限の人数で放送を行った。
同年9月20日の関西主場は中京開催であったが、当日は東海テレビが女子ゴルフのデサントレディース東海クラシックを中継し、かつメインレースに関西テレビ放送賞ローズステークスが施行されたため、制作著作・東海テレビ、制作協力・関西テレビの形態で中継。東海テレビからMCの蛍原徹、恒川英里アナウンサー、解説の大野英樹（レース解説、中日スポーツ）、山田数夫（パドック解説、中日スポーツ）が派遣されたほかは関西テレビベースで放送した（テロップとBGMは関西テレビベースの物を使用、MCパートは関西テレビスタジオから放送。実況〈岡安譲、吉原功兼〉及び情報担当〈川島壮雄〉は関西テレビアナウンサーが担当）。
2021年7月25日・8月1日・8月8日は中央競馬の開催が東日本の2場（新潟・函館）のみであり、MCパートは関西テレビ本社スタジオから放送を行った。
同年12月29日の放送では、同番組はおろか、関西テレビの競馬中継番組史上初めて、地方競馬の競走を放送した（東京大賞典）。これは中央競馬が前日の競走を最後に年末年始休催期間に入ったことと、1999年より12月29日に開催を固定している東京大賞典を曜日に関係なく放送するようになったためである。
2022年3月20日は、中京競馬が開催期間であるが、当日は開催がないため、東海テレビは関西テレビ版をネットした。
同7月31日・8月7日の札幌・新潟の2場開催時について、MCパートは関西テレビ本社スタジオから放送を行った。なおMCは杉崎と、川島明の番組卒業に伴い関西テレビの岡安譲が担当した。開催競馬場にもアナウンサーを派遣した。なお西日本の開催がないことによる休止およびこれに伴うフジテレビ制作の『みんなのKEIBA』あるいは北海道文化放送制作の『KEIBAプレミア』の臨時ネットの事例は今のところない。
同12月18日の放送にて、2023年から番組がリニューアルされることに伴い、MCの杉崎とスタジオ解説の坂口が2022年をもって番組レギュラーを卒業することが発表され、翌週12月25日の放送がレギュラーとしては最後の出演となった。
2023年2月から番組リニューアルを敢行、新司会者としてお笑いコンビ：シャンプーハット・恋さん（本名：小出水直樹）が2月12日放送から登場、また同日よりスタジオ進行に岡安譲、パドック実況に舘山聖奈と同局アナウンサーをそれぞれ配する形を敷いた。更に同月26日より新女性司会者として菅井友香（女優・タレント）が登板する。

## レース途中での中継終了騒動
2022年5月22日、当日のメイン競走は東京競馬場で行われた「第83回オークス（GI）」であったが、このレースに出走を予定していたサウンドビバーチェ（鞍上、石橋脩）が、スタート前に放馬。その放馬から捕獲し、馬体検査（その際、顔部挫創=擦り傷の発症により競走除外）を行うのに手間取ってしまい、当初の予定（15:40）より15分遅れで発走する事となった。
その際、東日本地区各局（同時間帯に放送のNST新潟総合テレビ制作『NSTみんなのKEIBA』を除く）と沖縄テレビにネットされた、フジテレビ制作『みんなのKEIBA』ではレース開始前にCMを消化させたことからレースの終了まで中継することができたものの、『KEIBA BEAT』を放送した西日本地区の各局（沖縄テレビを除く）では、レースの途中で中継が終了、CMが数分間放送された。CM明けにニアライブで、ゴールシーンは放送することができたが、SNSでは視聴者からの抗議や不満などのコメントが多数投稿され、フジテレビや関西テレビに対しても批判が殺到した。また当日は日本放送協会（NHK）でもNHK BS1にて中継され、レース自体はフルで放送し、16時にメインの101chから臨時放送対応のサブチャンネル102chに切り替えて延長放送された為、中には「BS1で見れたから問題なし」「サブチャンネルで放送したとはさすがNHK」と、同協会の体制を称える視聴者もいた。
当日の制作局である東海テレビは「現場では、（テレビを視聴する）ファンの皆さん方のために、レースのスタートからお見せすることを最優先し、結果としてレース発走後にCMを入れることになってしまいました。エンドロール（主催者クレジット・タイトル）の20秒でゴールシーンを放送するのが精いっぱいでした」と謝罪した。

## 制作局別のスケジュール
各ネット局の放送スケジュールは以下のとおり（代替開催などを除く）。特記のない場合、開催場は関西主場（京都・阪神）。また（主）は夏季を除く中京・小倉での関西主場の振替開催を表す。

### 2010年
| ネット局                   | 1月上旬～中旬  | 中京1月下旬～2月中旬 | 2月中旬～下旬  | 中京3月        | 4月上旬～7月中旬 | 小倉7月中旬～9月上旬 | 9月中旬～11月下旬 | 小倉12月         |
| -------------------------- | -------------- | -------------------- | -------------- | -------------- | ---------------- | -------------------- | ----------------- | ---------------- |
| 関西テレビ （下記3局以外） | 関西テレビ制作 | 関西テレビ制作       | 関西テレビ制作 | 関西テレビ制作 | 関西テレビ制作   | テレビ西日本制作     | 関西テレビ制作    | 関西テレビ制作   |
| 東海テレビ                 | 関西テレビ制作 | 東海テレビ制作       | 関西テレビ制作 | 東海テレビ制作 | 関西テレビ制作   | テレビ西日本制作     | 関西テレビ制作    | 関西テレビ制作   |
| テレビ西日本               | 関西テレビ制作 | 関西テレビ制作       | 関西テレビ制作 | 関西テレビ制作 | 関西テレビ制作   | テレビ西日本制作     | 関西テレビ制作    | テレビ西日本制作 |
| テレビくまもと（GIのみ）   | 放送無し       | 放送無し             | 関西テレビ制作 | 関西テレビ制作 | 関西テレビ制作   | 放送無し             | 関西テレビ制作    | 関西テレビ制作   |

### 2011年
| ネット局                   | 1月上旬～中旬  | 小倉1月下旬～2月中旬 | 2月中旬        | 小倉2月下旬～4月中旬 | 4月下旬～7月下旬 | 小倉7月下旬～9月上旬 | 9月上旬～11月中旬 | 小倉11月下旬～12月 |
| -------------------------- | -------------- | -------------------- | -------------- | -------------------- | ---------------- | -------------------- | ----------------- | ------------------ |
| 関西テレビ （下記3局以外） | 関西テレビ制作 | 関西テレビ制作       | 関西テレビ制作 | 関西テレビ制作       | 関西テレビ制作   | テレビ西日本制作     | 関西テレビ制作    | 関西テレビ制作     |
| 東海テレビ                 | 関西テレビ制作 | 関西テレビ制作       | 関西テレビ制作 | 関西テレビ制作       | 関西テレビ制作   | テレビ西日本制作     | 関西テレビ制作    | 関西テレビ制作     |
| テレビ西日本               | 関西テレビ制作 | テレビ西日本制作     | 関西テレビ制作 | テレビ西日本制作     | 関西テレビ制作   | テレビ西日本制作     | 関西テレビ制作    | テレビ西日本制作   |
| テレビくまもと（GIのみ）   | 放送無し       | 放送無し             | 関西テレビ制作 | 関西テレビ制作       | 関西テレビ制作   | 放送無し             | 関西テレビ制作    | 関西テレビ制作     |

### 2012年
| ネット局                   | 1月上旬        | 小倉1月中旬～2月中旬 | 2月中旬～下旬  | 中京3月        | 4月上旬～6月下旬 | 中京7月        | 小倉7月下旬～9月上旬 | 9月上旬～11月下旬 | 中京12月上旬～中旬 | 12月下旬       |
| -------------------------- | -------------- | -------------------- | -------------- | -------------- | ---------------- | -------------- | -------------------- | ----------------- | ------------------ | -------------- |
| 関西テレビ （下記3局以外） | 関西テレビ制作 | 関西テレビ制作       | 関西テレビ制作 | 関西テレビ制作 | 関西テレビ制作   | 東海テレビ制作 | テレビ西日本制作     | 関西テレビ制作    | 関西テレビ制作     | 関西テレビ制作 |
| 東海テレビ                 | 関西テレビ制作 | 関西テレビ制作       | 関西テレビ制作 | 東海テレビ制作 | 関西テレビ制作   | 東海テレビ制作 | テレビ西日本制作     | 関西テレビ制作    | 東海テレビ制作     | 関西テレビ制作 |
| テレビ西日本               | 関西テレビ制作 | テレビ西日本制作     | 関西テレビ制作 | 関西テレビ制作 | 関西テレビ制作   | 東海テレビ制作 | テレビ西日本制作     | 関西テレビ制作    | 関西テレビ制作     | 関西テレビ制作 |
| テレビくまもと（GIのみ）   | 放送無し       | 放送無し             | 関西テレビ制作 | 関西テレビ制作 | 関西テレビ制作   | 放送無し       | 放送無し             | 関西テレビ制作    | 関西テレビ制作     | 関西テレビ制作 |

### 2013年
| ネット局                     | 1月上旬～中旬  | 中京1月中旬～2月上旬 | 小倉2月上旬～3月上旬 | 中京3月上旬～下旬 | 4月上旬～6月下旬 | 中京7月上旬～下旬 | 小倉7月下旬～9月上旬 | 9月上旬～11月下旬 | 中京12月上旬～中旬 | 12月下旬       |
| ---------------------------- | -------------- | -------------------- | -------------------- | ----------------- | ---------------- | ----------------- | -------------------- | ----------------- | ------------------ | -------------- |
| 関西テレビ （下記4局以外）   | 関西テレビ制作 | 関西テレビ制作       | 関西テレビ制作       | 関西テレビ制作    | 関西テレビ制作   | 東海テレビ制作    | テレビ西日本制作     | 関西テレビ制作    | 関西テレビ制作     | 関西テレビ制作 |
| 東海テレビ                   | 関西テレビ制作 | 東海テレビ制作       | 関西テレビ制作       | 東海テレビ制作    | 関西テレビ制作   | 東海テレビ制作    | テレビ西日本制作     | 関西テレビ制作    | 東海テレビ制作     | 関西テレビ制作 |
| テレビ西日本                 | 関西テレビ制作 | 関西テレビ制作       | テレビ西日本制作     | 関西テレビ制作    | 関西テレビ制作   | 東海テレビ制作    | テレビ西日本制作     | 関西テレビ制作    | 関西テレビ制作     | 関西テレビ制作 |
| 高知さんさんテレビ（GIのみ） | 放送無し       | 放送無し             | 放送無し             | 放送無し          | 関西テレビ制作   | 放送無し          | 放送無し             | 関西テレビ制作    | 関西テレビ制作     | 関西テレビ制作 |
| テレビくまもと（GIのみ）     | 放送無し       | 放送無し             | 関西テレビ制作       | 関西テレビ制作    | 関西テレビ制作   | 放送無し          | 放送無し             | 関西テレビ制作    | 関西テレビ制作     | 関西テレビ制作 |

### 2014年～2015年
| ネット局                                     | 1月上旬～中旬  | 中京1月中旬～下旬 | 2月上旬        | 小倉2月上旬～3月上旬 | 3月上旬        | 中京3月中旬～下旬 | 4月上旬～6月下旬 | 中京7月上旬～下旬 | 小倉7月下旬～9月上旬 | 9月上旬～11月下旬 | 中京12月上旬～中旬 | 12月下旬       |
| -------------------------------------------- | -------------- | ----------------- | -------------- | -------------------- | -------------- | ----------------- | ---------------- | ----------------- | -------------------- | ----------------- | ------------------ | -------------- |
| 関西テレビ （下記4局以外）                   | 関西テレビ制作 | 関西テレビ制作    | 関西テレビ制作 | 関西テレビ制作       | 関西テレビ制作 | 関西テレビ制作    | 関西テレビ制作   | 東海テレビ制作    | テレビ西日本制作     | 関西テレビ制作    | 関西テレビ制作     | 関西テレビ制作 |
| 東海テレビ                                   | 関西テレビ制作 | 東海テレビ制作    | 関西テレビ制作 | 関西テレビ制作       | 関西テレビ制作 | 東海テレビ制作    | 関西テレビ制作   | 東海テレビ制作    | テレビ西日本制作     | 関西テレビ制作    | 東海テレビ制作     | 関西テレビ制作 |
| テレビ西日本                                 | 関西テレビ制作 | 関西テレビ制作    | 関西テレビ制作 | テレビ西日本制作     | 関西テレビ制作 | 関西テレビ制作    | 関西テレビ制作   | 東海テレビ制作    | テレビ西日本制作     | 関西テレビ制作    | 関西テレビ制作     | 関西テレビ制作 |
| 高知さんさんテレビ、テレビくまもと（GIのみ） | 放送無し       | 放送無し          | 放送無し       | 関西テレビ制作       | 放送無し       | 関西テレビ制作    | 関西テレビ制作   | 放送無し          | 放送無し             | 関西テレビ制作    | 関西テレビ制作     | 関西テレビ制作 |

### 2016年～2018年
| ネット局                                     | 1月上旬        | 中京1月中旬～下旬 | 2月上旬        | 小倉2月中旬～3月上旬 | 中京3月中旬～下旬 | 4月上旬～6月下旬 | 中京7月上旬～下旬 | 小倉7月下旬～9月上旬 | 9月上旬～11月下旬 | 中京12月上旬～中旬 | 12月下旬       |
| -------------------------------------------- | -------------- | ----------------- | -------------- | -------------------- | ----------------- | ---------------- | ----------------- | -------------------- | ----------------- | ------------------ | -------------- |
| 関西テレビ （下記4局以外）                   | 関西テレビ制作 | 関西テレビ制作    | 関西テレビ制作 | 関西テレビ制作       | 関西テレビ制作    | 関西テレビ制作   | 東海テレビ制作    | テレビ西日本制作     | 関西テレビ制作    | 関西テレビ制作     | 関西テレビ制作 |
| 東海テレビ                                   | 関西テレビ制作 | 東海テレビ制作    | 関西テレビ制作 | 関西テレビ制作       | 東海テレビ制作    | 関西テレビ制作   | 東海テレビ制作    | テレビ西日本制作     | 関西テレビ制作    | 東海テレビ制作     | 関西テレビ制作 |
| テレビ西日本                                 | 関西テレビ制作 | 関西テレビ制作    | 関西テレビ制作 | テレビ西日本制作     | 関西テレビ制作    | 関西テレビ制作   | 東海テレビ制作    | テレビ西日本制作     | 関西テレビ制作    | 関西テレビ制作     | 関西テレビ制作 |
| 高知さんさんテレビ、テレビくまもと（GIのみ） | 放送無し       | 放送無し          | 放送無し       | 関西テレビ制作       | 関西テレビ制作    | 関西テレビ制作   | 放送無し          | 放送無し             | 関西テレビ制作    | 関西テレビ制作     | 関西テレビ制作 |

### 2019年
| ネット局                                     | 1月上旬～中旬  | 中京1月中旬～2月上旬 | 小倉2月上旬～3月上旬 | 中京3月上旬～下旬 | 4月上旬～6月下旬 | 中京7月上旬～下旬 | 小倉7月下旬～9月上旬 | 9月上旬～11月下旬 | 中京12月上旬～中旬 | 12月下旬       |
| -------------------------------------------- | -------------- | -------------------- | -------------------- | ----------------- | ---------------- | ----------------- | -------------------- | ----------------- | ------------------ | -------------- |
| 関西テレビ （下記4局以外）                   | 関西テレビ制作 | 関西テレビ制作       | 関西テレビ制作       | 関西テレビ制作    | 関西テレビ制作   | 東海テレビ制作    | テレビ西日本制作     | 関西テレビ制作    | 関西テレビ制作     | 関西テレビ制作 |
| 東海テレビ                                   | 関西テレビ制作 | 東海テレビ制作       | 関西テレビ制作       | 東海テレビ制作    | 関西テレビ制作   | 東海テレビ制作    | テレビ西日本制作     | 関西テレビ制作    | 東海テレビ制作     | 関西テレビ制作 |
| テレビ西日本                                 | 関西テレビ制作 | 関西テレビ制作       | テレビ西日本制作     | 関西テレビ制作    | 関西テレビ制作   | 東海テレビ制作    | テレビ西日本制作     | 関西テレビ制作    | 関西テレビ制作     | 関西テレビ制作 |
| 高知さんさんテレビ、テレビくまもと（GIのみ） | 放送無し       | 放送無し             | 関西テレビ制作       | 関西テレビ制作    | 関西テレビ制作   | 放送無し          | 放送無し             | 関西テレビ制作    | 関西テレビ制作     | 関西テレビ制作 |

### 2020年
| ネット局                   | 1月上旬        | 小倉1月中旬～2月下旬 | 中京3月        | 4月上旬～8月上旬 | 小倉8月中旬～9月上旬 | 中京（主）9月中旬～10月上旬 | 10月中旬～11月 | 中京12月上旬～中旬 | 12月下旬       |
| -------------------------- | -------------- | -------------------- | -------------- | ---------------- | -------------------- | --------------------------- | -------------- | ------------------ | -------------- |
| 関西テレビ （下記2局以外） | 関西テレビ制作 | 関西テレビ制作       | 関西テレビ制作 | 関西テレビ制作   | テレビ西日本制作     | 東海テレビ制作              | 関西テレビ制作 | 関西テレビ制作     | 関西テレビ制作 |
| 東海テレビ                 | 関西テレビ制作 | 関西テレビ制作       | 東海テレビ制作 | 関西テレビ制作   | テレビ西日本制作     | 東海テレビ制作              | 関西テレビ制作 | 東海テレビ制作     | 関西テレビ制作 |
| テレビ西日本               | 関西テレビ制作 | テレビ西日本制作     | 関西テレビ制作 | 関西テレビ制作   | テレビ西日本制作     | 東海テレビ制作              | 関西テレビ制作 | 関西テレビ制作     | 関西テレビ制作 |

### 2021年
| ネット局                   | 中京（主）1月上旬 | 小倉1月中旬～2月上旬 | 小倉2月中旬～3月上旬 | 中京3月中旬～下旬 | 4月上旬～5月上旬 | 中京（主）5月上旬～6月中旬 | 6月中旬～下旬  | 小倉7月上旬～中旬 | 7月下旬～8月上旬 | 小倉8月中旬～9月上旬 | 中京（主）9月中旬～10月上旬 | 10月上旬～11月 | 中京12月上旬～中旬 | 12月下旬       |
| -------------------------- | ----------------- | -------------------- | -------------------- | ----------------- | ---------------- | -------------------------- | -------------- | ----------------- | ---------------- | -------------------- | --------------------------- | -------------- | ------------------ | -------------- |
| 関西テレビ （下記2局以外） | 東海テレビ制作    | 東海テレビ制作       | 関西テレビ制作       | 関西テレビ制作    | 関西テレビ制作   | 東海テレビ制作             | 関西テレビ制作 | テレビ西日本制作  | 関西テレビ制作   | テレビ西日本制作     | 東海テレビ制作              | 関西テレビ制作 | 関西テレビ制作     | 関西テレビ制作 |
| 東海テレビ                 | 東海テレビ制作    | 東海テレビ制作       | 関西テレビ制作       | 東海テレビ制作    | 関西テレビ制作   | 東海テレビ制作             | 関西テレビ制作 | テレビ西日本制作  | 関西テレビ制作   | テレビ西日本制作     | 東海テレビ制作              | 関西テレビ制作 | 東海テレビ制作     | 関西テレビ制作 |
| テレビ西日本               | 東海テレビ制作    | テレビ西日本制作     | テレビ西日本制作     | 関西テレビ制作    | 関西テレビ制作   | 東海テレビ制作             | 関西テレビ制作 | テレビ西日本制作  | 関西テレビ制作   | テレビ西日本制作     | 東海テレビ制作              | 関西テレビ制作 | 関西テレビ制作     | 関西テレビ制作 |

### 2022年
| ネット局                   | 中京（主）1月上旬 | 小倉1月中旬～2月上旬 | 小倉2月中旬～下旬 | 3月上旬        | 中京3月中旬～下旬 | 4月上旬～5月上旬 | 中京（主）5月上旬～6月中旬 | 6月中旬～下旬  | 小倉7月上旬～下旬 | 7月下旬～8月上旬 | 小倉8月中旬～9月上旬 | 中京（主）9月中旬～10月上旬 | 10月上旬～11月 | 中京12月上旬～中旬 | 12月下旬       |
| -------------------------- | ----------------- | -------------------- | ----------------- | -------------- | ----------------- | ---------------- | -------------------------- | -------------- | ----------------- | ---------------- | -------------------- | --------------------------- | -------------- | ------------------ | -------------- |
| 関西テレビ （下記2局以外） | 東海テレビ制作    | 東海テレビ制作       | 関西テレビ制作    | 関西テレビ制作 | 関西テレビ制作    | 関西テレビ制作   | 東海テレビ制作             | 関西テレビ制作 | テレビ西日本制作  | 関西テレビ制作   | テレビ西日本制作     | 東海テレビ制作              | 関西テレビ制作 | 関西テレビ制作     | 関西テレビ制作 |
| 東海テレビ                 | 東海テレビ制作    | 東海テレビ制作       | 関西テレビ制作    | 関西テレビ制作 | 東海テレビ制作    | 関西テレビ制作   | 東海テレビ制作             | 関西テレビ制作 | テレビ西日本制作  | 関西テレビ制作   | テレビ西日本制作     | 東海テレビ制作              | 関西テレビ制作 | 東海テレビ制作     | 関西テレビ制作 |
| テレビ西日本               | 東海テレビ制作    | テレビ西日本制作     | テレビ西日本制作  | 関西テレビ制作 | 関西テレビ制作    | 関西テレビ制作   | 東海テレビ制作             | 関西テレビ制作 | テレビ西日本制作  | 関西テレビ制作   | テレビ西日本制作     | 東海テレビ制作              | 関西テレビ制作 | 関西テレビ制作     | 関西テレビ制作 |

### 2023年
| ネット局                   | 中京（主）1月上旬 | 小倉1月中旬～2月上旬 | 小倉2月中旬～下旬 | 3月上旬        | 中京3月中旬～下旬 | 4月上旬～6月下旬 | 中京7月上旬～下旬 | 7月下旬～8月上旬 | 小倉8月中旬～9月上旬 | 9月上旬～11月  | 中京12月上旬～中旬 | 12月下旬       |
| -------------------------- | ----------------- | -------------------- | ----------------- | -------------- | ----------------- | ---------------- | ----------------- | ---------------- | -------------------- | -------------- | ------------------ | -------------- |
| 関西テレビ （下記2局以外） | 東海テレビ制作    | 東海テレビ制作       | 関西テレビ制作    | 関西テレビ制作 | 関西テレビ制作    | 関西テレビ制作   | 東海テレビ制作    | 関西テレビ制作   | テレビ西日本制作     | 関西テレビ制作 | 関西テレビ制作     | 関西テレビ制作 |
| 東海テレビ                 | 東海テレビ制作    | 東海テレビ制作       | 関西テレビ制作    | 関西テレビ制作 | 東海テレビ制作    | 関西テレビ制作   | 東海テレビ制作    | 関西テレビ制作   | テレビ西日本制作     | 関西テレビ制作 | 東海テレビ制作     | 関西テレビ制作 |
| テレビ西日本               | 東海テレビ制作    | テレビ西日本制作     | テレビ西日本制作  | 関西テレビ制作 | 関西テレビ制作    | 関西テレビ制作   | 東海テレビ制作    | 関西テレビ制作   | テレビ西日本制作     | 関西テレビ制作 | 関西テレビ制作     | 関西テレビ制作 |

### 2024年
| ネット局                   | 1月上旬        | 小倉1月中旬～3月上旬 | 中京3月上旬～下旬 | 3月下旬～6月下旬 | 小倉6月下旬～7月下旬 | 7月下旬～8月上旬 | 中京8月中旬～9月下旬 | 10月～11月     | 中京12月上旬～中旬 | 12月下旬       |
| -------------------------- | -------------- | -------------------- | ----------------- | ---------------- | -------------------- | ---------------- | -------------------- | -------------- | ------------------ | -------------- |
| 関西テレビ （下記2局以外） | 関西テレビ制作 | 関西テレビ制作       | 関西テレビ制作    | 関西テレビ制作   | テレビ西日本制作     | 関西テレビ制作   | 東海テレビ制作       | 関西テレビ制作 | 関西テレビ制作     | 関西テレビ制作 |
| 東海テレビ                 | 関西テレビ制作 | 関西テレビ制作       | 東海テレビ制作    | 関西テレビ制作   | テレビ西日本制作     | 関西テレビ制作   | 東海テレビ制作       | 関西テレビ制作 | 東海テレビ制作     | 関西テレビ制作 |
| テレビ西日本               | 関西テレビ制作 | テレビ西日本制作     | 関西テレビ制作    | 関西テレビ制作   | テレビ西日本制作     | 関西テレビ制作   | 東海テレビ制作       | 関西テレビ制作 | 関西テレビ制作     | 関西テレビ制作 |

### 2025年（予定）
| ネット局                   | 中京（主）1月上旬～中旬 | 小倉1月下旬      | 小倉2月上旬～3月上旬 | 3月上旬        | 中京3月中旬～下旬 | 4月上旬～6月下旬 | 小倉6月下旬～7月下旬 | 中京7月下旬～8月下旬 | 9月～11月      | 中京12月上旬～下旬 | 12月下旬       |
| -------------------------- | ----------------------- | ---------------- | -------------------- | -------------- | ----------------- | ---------------- | -------------------- | -------------------- | -------------- | ------------------ | -------------- |
| 関西テレビ （下記2局以外） | 東海テレビ制作          | 東海テレビ制作   | 関西テレビ制作       | 関西テレビ制作 | 関西テレビ制作    | 関西テレビ制作   | テレビ西日本制作     | 東海テレビ制作       | 関西テレビ制作 | 関西テレビ制作     | 関西テレビ制作 |
| 東海テレビ                 | 東海テレビ制作          | 東海テレビ制作   | 関西テレビ制作       | 関西テレビ制作 | 東海テレビ制作    | 関西テレビ制作   | テレビ西日本制作     | 東海テレビ制作       | 関西テレビ制作 | 東海テレビ制作     | 関西テレビ制作 |
| テレビ西日本               | 東海テレビ制作          | テレビ西日本制作 | テレビ西日本制作     | 関西テレビ制作 | 関西テレビ制作    | 関西テレビ制作   | テレビ西日本制作     | 東海テレビ制作       | 関西テレビ制作 | 関西テレビ制作     | 関西テレビ制作 |

## 出演者

### 関西テレビ
司会者
- シャンプーハット・恋さん（お笑いコンビ：2023年2月12日 -）[注釈 24]
- 菅井友香（タレント・俳優：同年2月26日 -）[注釈 25][注釈 26]

司会者 / スタジオ進行
- 岡安譲（関西テレビアナウンサー：GIレース実況は宝塚記念・マイルチャンピオンシップを担当。）[注釈 27]

BEATファミリー
- シャンプーハット・てつじ（お笑いコンビ、準レギュラー）[注釈 28][注釈 29] - 夏季ローカル開催[注釈 30]を除き、ほぼ隔週〜月1で出演。

※ 以下、2024年に出演したゲストを記述（50音順）。
- 赤星憲広（野球評論家）
- 井森美幸（タレント）[注釈 31][注釈 32]
- 大原優乃（俳優・モデル）[注釈 33]
- 岡田紗佳（プロ雀士・モデル）[注釈 34]
- カンニング竹山（お笑いタレント）[注釈 35]
- 佐々木主浩（日本プロ野球名球会副理事長・馬主）[注釈 36]
- 神部美咲（タレント・モデル）[注釈 37][注釈 38]
- 田中道子（モデル・俳優）[注釈 39]
- 山本昌（野球評論家）[注釈 40]
- 横山ルリカ（タレント）[注釈 41][注釈 42]
- Lynn（声優、「ウマ娘 プリティーダービー」マルゼンスキー役）
- 川島明、杉崎美香は京都・阪神担当MC卒業後もBEATファミリーとして不定期で出演している。
- 中京担当MCの蛍原徹も中京開催と被らない時に不定期で出演している。

特別ゲスト
- 長澤まさみ（俳優、2022年度～2025年度・日本中央競馬会［JRA］年間プロモーションキャラクター）
  - 2022年11月13日 - 同日に実施したエリザベス女王杯の表彰プレゼンテーターとして阪神競馬場に来場。長澤が主演し、当時カンテレ制作で全国ネットで放送していたドラマ「エルピス -希望、あるいは災い-」のプロモーションも兼ねて冒頭10分間特別出演し、Twitter上で話題になった[14]。
  - 2024年3月31日 - 同日に実施した大阪杯の表彰プレゼンテーターとして阪神競馬場に来場。冒頭8分間特別出演した[15]。
  - 2025年6月15日 - 同日に実施された宝塚記念の表彰プレゼンテーターとして阪神競馬場に来場。冒頭に特別出演した。

解説者
- 安藤勝己（元騎手、スタジオ・実況席解説）[注釈 43]
- 高橋賢司（競馬エイト、スタジオ・実況席解説：2010年1月10日 -）[注釈 44]
- 坂本和也（競馬エイト、パドック・実況席解説：2023年2月12日 -）[注釈 45]

※上記に加えて、特別ゲストとして元騎手（岡部幸雄、佐藤哲三など）、元調教師、現役調教師が出演する。但し現役調教師の予想行為は競馬法により禁止されている為、予想コーナーには参加しない（JRA裁定委員会外部委員の職に就いている岡部も同様である）。
実況アナウンサー
- 石田一洋（GIレースは大阪杯・秋華賞・阪神ジュベナイルフィリーズを担当）[注釈 46]
- 川島壮雄（GIレースは桜花賞・天皇賞（春）・菊花賞・エリザベス女王杯・朝日杯フューチュリティステークスを担当）[注釈 47]
- 服部優陽（2017年11月5日のみやこステークスでリポートデビュー、2019年6月9日の阪神10レースで実況デビュー、2025年6月22日のしらさぎステークスで重賞実況デビュー[注釈 48][注釈 49]）

パドックキャスター / リポーター
- 山本大貴（関西テレビアナウンサー：2022年12月18日 - ）

特別リポーター
- 細江純子（2013年6月23日の宝塚記念開催当日をもって、産休のため同年12月まで番組出演を一旦休止[注釈 50]）

ナレーター
- 藤岡健一郎

### 東海テレビ
司会者
- 蛍原徹（元雨上がり決死隊）[注釈 51]
- 篠田愛純（東海テレビアナウンサー：2025年7月27日 -  ）

よく出演するゲスト
- ペナルティ・ヒデ
- ジャングルポケット・斉藤慎二（当時テレビ東京・ウイニング競馬MC）
- SKE48（かつては、競馬ファンでもある元メンバーの松村香織[注釈 52]が出演する事が多かった。松村卒業後は鎌田菜月と熊崎晴香・太田彩夏が出演することが多い。）
- 宮下瞳（名古屋競馬所属の女性騎手）
- 木之前葵（名古屋競馬所属の女性騎手）
- 鷲見玲奈（元テレビ東京アナウンサー・2015年と2016年の2年間「ウイニング競馬」のアシスタントを担当[注釈 53]。）
- 山本昌
- 岩瀬仁紀
- 天童なこ
- 廣岡まりあ
- 亜咲花

※夏季主場開催の時には蛍原との交友が深いお笑いタレントが登場することが多く、川島明も京都・阪神担当MCを務めていた時は毎年出演していた。
解説者
- 黒柳勝博（中日スポーツトラックマン、スタジオ・実況席解説）2017年から出演。2018年1月21日・28日放送分は体調不良のため欠席。同年3月以降は草野・大野と交代で出演
- 山田数夫（中日スポーツトラックマン、パドック解説）2012年以後中京で重賞が開催される当日のみ出演、しかしここ最近は出演していない。
- 大野英樹（中日スポーツトラックマン、スタジオ・実況席解説）2018年3月開催から黒柳・草野と交代で出演。
- 草野武志（中日スポーツトラックマン、スタジオ・実況席解説） 2016年までは毎週出演、2018年1月21日・28日の放送では黒柳が体調不良による欠席のため急遽担当。同年3月から黒柳・大野と交代で出演。しかし2021年3月28日放送分以来出演していない。

※2018年3月開催以後、黒柳・大野・草野のうち交代で毎週1名がスタジオ解説を担当する。（2021年5月以降は、黒柳・大野の2人が持ち回りで出演している）
実況アナウンサー
- 斉藤誠征（GIレースは高松宮記念・チャンピオンズカップを担当した）
- 加藤晃（GIレースはチャンピオンズカップを担当[注釈 54]）
- 高橋知幸（GIレースは高松宮記念を担当、かつて在籍していたBSNでも実況を経験していた）2022年9月25日の放送では、欠席した蛍原に代わって、代理でMCを担当。2024年1月28日の放送は、前述のマラソン中継の関係で、京都競馬場の準メインとメインの実況を担当。
- 伊藤大悟

特別リポーター
- 細江純子（高松宮記念とチャンピオンズカップのみ）[注釈 55]

### テレビ西日本
司会者
- 佐藤有里香（テレビ西日本アナウンサー）
- コージ（2023年冬開催までは「コージ・トクダ」名義で出演）

解説者
- 喜多村克利（競馬エイト、スタジオ・実況席解説[注釈 56]）
- 佐藤哲三（元騎手）

実況アナウンサー・パドック解説アナウンサー
現在レース実況として活動しているアナウンサーは大谷と坂梨と石橋の3人。
- 大谷真宏[注釈 57]
- 坂梨公俊[注釈 58]
- 松尾幸一郎[注釈 59]
- 石橋弘崇[注釈 60]

よく出演するゲスト
- 川島明
- 今井りか
- 梅田彩佳（元AKB48・NMB48、小倉競馬場がある北九州市出身）
- 大家志津香（元AKB48、福津市出身）
- 藤川京子
- 松中みなみ（2015年夏開催期間中、レギュラーコメンテーターとして参加）
- 六車奈々（『サタうま!』レギュラー[注釈 61]）
- 美馬怜子（前述）
- 松中信彦（元プロ野球選手、四国アイランドリーグplus・香川オリーブガイナーズGM兼総監督。親戚である松中みなみとの共演が多い。）
- カンニング竹山（かつて「ター坊ケン坊」としてコンビを組んでいたケン坊田中とともに出演することもある）
- TIM

## 過去の出演者

### 関西テレビ
司会者
- 金子昇（俳優：番組開始 - 2011年12月25日）
  - 舞台公演『大奥』に出演したため2010年6月6日から7月11日[注釈 62]、及び11月7日から28日の間は当番組には出演しなかった。その間の関西テレビ制作分については調教師とは別にゲスト[注釈 63]を招いた。
- 麒麟・川島明（タレント・漫才師：2014年1月5日 - 2022年6月26日）[注釈 64][注釈 65]
- 杉崎美香（フリーアナウンサー、セント・フォース所属[注釈 66]：2012年1月8日 - 2016年3月27日、2017年4月2日 - 2022年12月25日）

アシスタント
- 石山愛子（フリーアナウンサー、セント・フォース所属[注釈 67]：番組開始 - 2011年12月25日）

パドックリポート
- 竹上萌奈（関西テレビアナウンサー：2016年4月3日 - 2017年3月26日までは司会を担当、2018年からは他の実況アナの兼ね合い次第で稀にスタジオの情報アナを担当することもあった[16]。2022年3月13日放送をもって卒業）

パドックキャスター / リポーター
- 舘山聖奈（関西テレビアナウンサー：2022年7月31日 - 2024年2月）[注釈 68]

実況アナウンサー
- 馬場鉄志（開始年途中で定年退職のため2010年の桜花賞で競馬中継引退）
- 石巻ゆうすけ（GIレースは宝塚記念・マイルチャンピオンシップ・ジャパンカップダートを担当した[注釈 69]。）[17]
- 大橋雄介（GIレースは秋華賞・阪神ジュベナイルフィリーズを担当した[注釈 70]。）
- 吉原功兼（2022年のGIレースは大阪杯・菊花賞・朝日杯フューチュリティステークスを担当した[注釈 71][注釈 72]。）[18][19]

解説者
- 門口博光（競馬エイト、スタジオ解説）
  - 2011年1月23日は高橋が小倉競馬場に出張のため、実況席解説も担当した。
  - 2012年から競馬エイト・大阪本社の本誌予想（チーフ予想家）昇格になり、それに専念するために降板したが、同2月26日はレギュラーの高橋がインフルエンザにより欠席したため、降板後初めて実況席解説を担当した。
- 鈴木由希子（競馬エイト、パドック解説）
  - 2010年3月28日の高松宮記念開催当日は東海テレビ制作分に出演した。
- 坂口正大（元調教師、スタジオ解説：2012年1月8日 - 2022年12月25日）[注釈 73]

ナレーター
- 長田和彦（「DREAM競馬」から続投）

### 東海テレビ
司会者
- 山田雅人（2010年、前身番組『ドリーム競馬』の東海テレビ版から引き続き担当）
- ますだおかだ・岡田圭右（2012年3月開催～12月開催）

アシスタント
- 奥ゆり（2010年、前身番組『ドリーム競馬』の東海テレビ版から引き続き担当）
- 武裕美（2012年〜2015年3月開催、当時東海テレビアナウンサー）
- 佐藤倫子（2015年夏主場開催〜2017年春開催）
- 速水里彩（2017年夏主場開催〜2019年冬開催、東海テレビアナウンサー）[20]
- 國生千代（2022年冬主場開催〜2023年春開催[注釈 74] ）
- 恒川英里（2020年春開催〜2021年冬開催、2023年夏主場開催〜2025年春開催、東海テレビアナウンサー）

解説者
- 大坪元雄（2010年のスタジオ解説）

### テレビ西日本
司会者
- 八田亜矢子（フリーアナウンサー、セント・フォース所属）
- 新垣泉子（2016年夏開催 - 2020年夏開催、テレビ西日本アナウンサー）

アシスタント
- 西島まどか（2010年7月 - 2013年3月3日）[注釈 75]
- 小橋宏美（タレント）

解説者
- 鈴木由希子（競馬エイト、パドック解説、関西テレビとの兼務のため夏開催のみの出演）

実況アナウンサー
- 川崎聡[注釈 76]
- 江坂透

### 主要出演者の変遷
司会者もしくはアシスタントを務めた人物の変遷を記す。○印が付いているのは各制作局のアナウンサー（出演当時含む）。
| 2010年1月 - 2010年3月 | 金子昇     | 石山愛子   | 山田雅人1     | 奥ゆり1       | （制作開始前）2          | （制作開始前）2 |
| 2010年4月 - 2011年12月 | 金子昇     | 石山愛子   | （制作休止）3 | （制作休止）3 | ○大谷真宏1               | 西島まどか      |
| 2012年1月 - 2012年6月 | ○川島壮雄4 | 杉崎美香   | （制作休止）3 | （制作休止）3 | ○大谷真宏1               | 西島まどか      |
| 2012年7月 - 2012年12月 | ○川島壮雄4 | 杉崎美香   | 岡田圭右      | ○武裕美       | ○大谷真宏1               | 西島まどか      |
| 2013年1月 - 2013年3月 | ○川島壮雄4 | 杉崎美香   | 蛍原徹        | ○武裕美       | ○坂梨公俊                | 西島まどか      |
| 2013年4月 - 2013年12月 | ○川島壮雄4 | 杉崎美香   | 蛍原徹        | ○武裕美       | ○坂梨公俊                | 八田亜矢子      |
| 2014年1月 - 2014年3月 | 川島明     | 杉崎美香   | 蛍原徹        | ○武裕美       | ○坂梨公俊                | 八田亜矢子      |
| 2014年4月 - 2015年3月 | 川島明     | 杉崎美香   | 蛍原徹        | ○武裕美       | ○坂梨公俊                | 小橋宏美        |
| 2015年4月 - 2016年3月 | 川島明     | 杉崎美香   | 蛍原徹        | 佐藤倫子      | ○大谷真宏                | 小橋宏美        |
| 2016年4月 - 2017年3月 | 川島明     | ○竹上萌奈5 | 蛍原徹        | 佐藤倫子      | ○大谷真宏                | ○新垣泉子       |
| 2017年4月 - 2019年12月 | 川島明     | 杉崎美香   | 蛍原徹        | ○速水里彩     | ○坂梨公俊                | ○新垣泉子       |
| 2020年1月 - 2020年12月 | 川島明     | 杉崎美香   | 蛍原徹        | ○恒川英里     | ○坂梨公俊                | ○新垣泉子       |
| 2021年1月 - 2021年12月 | 川島明     | 杉崎美香   | 蛍原徹        | ○恒川英里     | コージ・トクダ ↓ コージ7 | ○佐藤有里香     |
| 2022年1月 - 2022年6月 | 川島明     | 杉崎美香   | 蛍原徹        | ○國生千代6    | コージ・トクダ ↓ コージ7 | ○佐藤有里香     |
| 2022年7月 - 2022年12月 | ○岡安譲8   | 杉崎美香   | 蛍原徹        | ○國生千代6    | コージ・トクダ ↓ コージ7 | ○佐藤有里香     |
| 2023年1月 - 2023年2月19日 | 恋さん9    | （不在）   | 蛍原徹        | ○國生千代6    | コージ・トクダ ↓ コージ7 | ○佐藤有里香     |
| 2023年2月26日 - 2023年3月 | 恋さん9    | 菅井友香   | 蛍原徹        | ○國生千代6    | コージ・トクダ ↓ コージ7 | ○佐藤有里香     |
| 2023年4月 - 2025年3月 | 恋さん9    | 菅井友香   | 蛍原徹        | ○恒川英里     | コージ・トクダ ↓ コージ7 | ○佐藤有里香     |
| 2025年4月 ‐ | 恋さん9    | 菅井友香   | 蛍原徹        | ○篠田愛純     | コージ・トクダ ↓ コージ7 | ○佐藤有里香     |
| - 1 前番組（『DREAM競馬』）から続投。 - 2 中京競馬場改修工事に伴う開催スケジュールの都合上、この時期の小倉競馬開催が無かったため。 - 3 中京競馬場が改修工事のため開催を休止していたため。 - 4 2013年9月開催以降、川島の実況スケジュールに応じて吉原功兼が代行することがあった。 - 5 杉崎の産休に伴い担当。杉崎復帰後はパドックリポート担当に廻る。 - 6 國生は2022年1月から2022年3月までNTB所属のフリーアナウンサー、2022年4月から東海テレビアナウンサー。恒川の産休に伴い担当。 - 7 在任中の2023年6月に芸名を「コージ・トクダ」から「コージ」へ改名。 - 8 恋さんの着任以降もサブ司会として出演を継続。 - 9 準レギュラー出演者（BEATファミリー）から昇格。 |            |            |               |               |                          |                 |

## 放送日時
| 放送時間           | 備考 |
| ------------------ | --- |
| 日曜 15:00 - 16:00 | 天皇賞（春）・日本ダービー・宝塚記念・菊花賞・ジャパンカップ・有馬記念当日は14:40（2013年までは14:35）開始 |

## テーマ曲
関西テレビ
| 年度            | 曲名                                     | アーティスト     | 備考                 |
| --------------- | ---------------------------------------- | ---------------- | -------------------- |
| 2010年・2011年  | パガニーニの主題による狂詩曲』の第18変奏 | ラフマニノフ     |                      |
| 2012年・2013年  | Life of a Salesman                       | Yellowcard       | GI開催日以外で使用。 |
| 2014年・2015年  | The Boys Are Back                        | Dropkick Murphys |                      |
| 2016年 - 2018年 | Memory                                   | Sugarcult        |                      |
| 2019年 -        | Shut Up & Kiss Me                        | Orianthi         |                      |

東海テレビ
| 年度           | 曲名           | アーティスト | 備考                 |
| -------------- | -------------- | ------------ | -------------------- |
| 2012年・2013年 | Across the Sky | Space Cowboy |                      |
| 2021年         | Around Us      | Jónsi        | オープニングで使用。 |
| 2021年         | Brand New Day  | Kodaline     | エンディングで使用。 |

テレビ西日本
| 年度   | 曲名                          | アーティスト   | 備考 |
| ------ | ----------------------------- | -------------- | ---- |
| 2012年 | The Space They Can't Touch    | Less Than Jake |      |
| 2016年 | Every Teardrop Is a Waterfall | Coldplay       |      |

## 特集のテーマ
| 放送日        | 内容                                           |
| ------------- | ---------------------------------------------- |
| 2010年1月10日 | 武豊と金子昇対談                               |
| 2010年1月17日 | ディープインパクトの子供達                     |
| 2010年1月24日 | 赤星憲広（元阪神タイガース。野球評論家）生出演 |
| 2011年1月9日  | 福永祐一と金子昇対談                           |

## ウオッカの初仔の馬名募集
2012年、ウオッカの繁殖牝馬としての一番仔（父・シーザスターズ）の牡馬（仮名：「ウオッカ2011」）の出産からデビューまでを長期密着取材する試みを行い、併せてその馬名を視聴者から公募する企画を行った。その結果、スペイン語で「飛び立て」を意味する「ボラーレ」という馬名に決定。
母同様、栗東・角居勝彦厩舎に所属。主戦騎手は岩田康誠。2014年3月16日に阪神競馬場のダートで行われた新馬戦（メイクデビュー阪神）にデビューし、2番人気に支持されるが7着に敗れる。続く4月13日の未勝利戦（阪神競馬場）も15着に敗れた。
ところが、休養中だった2014年夏、突然疝痛（せんつう）を発症し、懸命な治療が行われたが、病状が次第に悪化、2014年8月16日に急死した。ウオッカの初産駒は勝利できなかったばかりか、キャリア2戦だけで病死という、3年の短い生涯を終えた。

## スピンオフ番組
- 「川島&ノブ　ウダ馬なし（ウダばなし）」 - 2017年から開始。関西テレビローカルで主要GI競走が行われる週の金曜日22:52-22:57に放送されているほか、日本ダービー、凱旋門賞、有馬記念が行われる週には0時台（FNNニュースの最終版終了後）に月-金曜日深夜（火-土曜日）に特別編が放送されている。また年末の総括特番（旧・「今年の中央競馬」相当）として、1時間の特番「川島&ノブ　夢ウダ馬なし」が行われる年もある。同番組では川島明と千鳥・ノブが、その週に予定される主要GI競走についての過去の名勝負や、その年の当該レースの出走馬の横顔などを紹介している。

## ネット局
| 放送対象地域   | 放送局                    | 系列                                         | 放送時間           | ネット状況                   | 備考                         |
| -------------- | ------------------------- | -------------------------------------------- | ------------------ | ---------------------------- | ---------------------------- |
| 近畿広域圏     | 関西テレビ（KTV）         | フジテレビ系列                               | 日曜 15:00 - 16:00 | 【制作局】（京都・阪神担当） | 【制作局】（京都・阪神担当） |
| 中京広域圏     | 東海テレビ（THK）         | フジテレビ系列                               | 日曜 15:00 - 16:00 | 【制作局】（中京担当）       | 【制作局】（中京担当）       |
| 福岡県         | テレビ西日本（TNC）       | フジテレビ系列                               | 日曜 15:00 - 16:00 | 【制作局】（小倉担当）       | 【制作局】（小倉担当）       |
| 富山県         | 富山テレビ（BBT）         | フジテレビ系列                               | 日曜 15:00 - 16:00 | 同時ネット                   |                              |
| 石川県         | 石川テレビ（ITC）         | フジテレビ系列                               | 日曜 15:00 - 16:00 | 同時ネット                   |                              |
| 福井県         | 福井テレビ（FTB）         | フジテレビ系列                               | 日曜 15:00 - 16:00 | 同時ネット                   |                              |
| 島根県・鳥取県 | さんいん中央テレビ（TSK） | フジテレビ系列                               | 日曜 15:00 - 16:00 | 同時ネット                   |                              |
| 岡山県・香川県 | 岡山放送（OHK）           | フジテレビ系列                               | 日曜 15:00 - 16:00 | 同時ネット                   |                              |
| 広島県         | テレビ新広島（tss）       | フジテレビ系列                               | 日曜 15:00 - 16:00 | 同時ネット                   |                              |
| 愛媛県         | テレビ愛媛（EBC）         | フジテレビ系列                               | 日曜 15:00 - 16:00 | 同時ネット                   |                              |
| 高知県         | 高知さんさんテレビ（KSS） | フジテレビ系列                               | 日曜 15:00 - 16:00 | 同時ネット                   | [ 注釈 81 ]                  |
| 長崎県         | テレビ長崎（KTN）         | フジテレビ系列                               | 日曜 15:00 - 16:00 | 同時ネット                   |                              |
| 鹿児島県       | 鹿児島テレビ（KTS）       | フジテレビ系列                               | 日曜 15:00 - 16:00 | 同時ネット                   |                              |
| 熊本県         | テレビくまもと（TKU）     | フジテレビ系列                               | 日曜 15:00 - 16:00 | 不定期放送                   | [ 注釈 82 ]                  |
| 大分県         | テレビ大分（TOS）         | 日本テレビ系列 フジテレビ系列                | 日曜 15:00 - 16:00 | 不定期放送                   | [ 注釈 83 ]                  |
| 宮崎県         | テレビ宮崎（UMK）         | フジテレビ系列 日本テレビ系列 テレビ朝日系列 | 日曜 15:00 - 16:00 | 不定期放送                   | [ 注釈 84 ]                  |

- 西日本エリアに属し、J-PLACE佐賀（佐賀競馬場内場外）で馬券が発売されているサガテレビ（STS）では前番組に引き続き未ネット[注釈 85]であり、また、ウインズ小郡のある山口県はフジテレビ系列が存在しないため[注釈 86]、地上波では一切放送されない。
- 関西テレビ制作版では、「KEIBA×NEWS」のコーナーがあり、その中で使用している曲はかつて、NHK大津制作の『おうみ845』のオープニングで使用された曲と同じものを使用している。
- 関西テレビのみ不定期に日曜朝4時頃に当日行われるレースのプレイバック（数年分）が放送される。

## スタッフ

### 関西テレビ
2024年12月22日放送分
- ナレーション：藤岡健一郎
- TD：井上佑介、岩崎裕司（岩崎→2023年はカメラ）、濱名嘉之
- カメラ：伊地知孝仁
- ドローン：吉田心
- 本社SW：河口達也、井上太貴
- 音声：大貫修平、安部智博、武安智子
- VE：宇治澤晋吾、中川裕貴、結城芳彦、松井勝正
- 美術：武藤良博
- VTR：桂芳幹
- 取材カメラ：日野直樹、宮崎順也
- 編集：長瀬悠歩
- EED：川合尉嗣、根上結衣
- 効果：桂英一、牧野晃帆
- 技術協力：ウエストワン、エキスプレス、関西東通、大阪共立、福建社、タイトルエイト
- 制作協力：サンケイスポーツ
- 構成：佐久間貴司
- デスク：二口りつ子、福田明日香
- ディレクター：山内瑛介、山本倫久、吉川雄登、浅田壮真
- チーフディレクター：竹内玲
- プロデューサー：藤原陸
- 制作：カンテレ コンテンツ統括本部 スポーツ局 スポーツ部
- 制作著作：カンテレ（関西テレビ放送）

## 関連番組
- みんなのKEIBA（フジテレビ）
- KEIBAプレミア（北海道文化放送）
- エキサイティング競馬（福島テレビ）
- NSTみんなのKEIBA（NST新潟総合テレビ）
- BSスーパーKEIBA（BSフジ）
- サタうま!→うまンchu→うまんちゅ